# Il nuovo sesso: Cowgirl
Il nuovo sesso: Cowgirl (Even Cowgirls Get the Blues) è il secondo romanzo di Tom Robbins, che lo pubblicò nel 1976.
Da esso è stato tratto il film Cowgirl - Il nuovo sesso (Even Cowgirls Get the Blues), per la regia di Gus Van Sant.